# Alfred Boppel

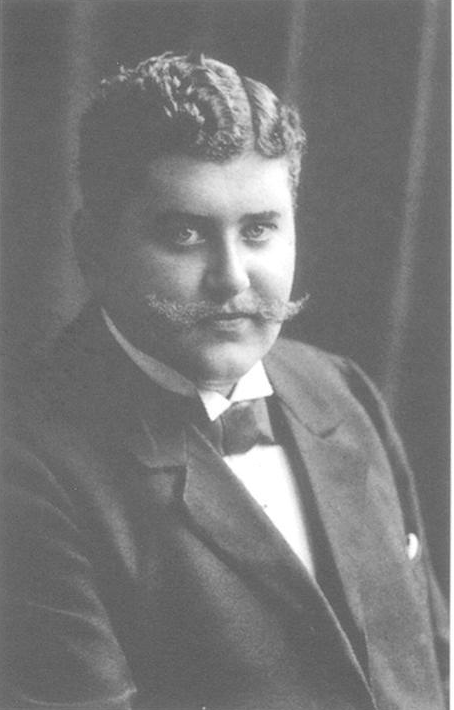
Alfred Boppel

Alfred Boppel (* 1. August 1872 in Gmünd; † 29. Dezember 1951 ebenda) war ein deutscher Fotograf und Drucker in Schwäbisch Gmünd. Er war der Sohn des Fotografen Wilhelm Boppel und Cousin der etwas älteren Fotografen Johannes Boppel und Stefan Krill.

## Leben
Alfred Boppel war das dritte der fünf Kinder von Wilhelm und Marie Boppel. Als einziges Kind wurde er von seinem Vater in der zweiten Hälfte der 1880er Jahre zum Fotografen ausgebildet. Er arbeitete anschließend bis zu dessen Tod im Dezember 1896 mit ihm zusammen. Danach ging das väterliche Atelier im Sonnengässle in den Besitz seiner Mutter über, und Alfred Boppel führte es zusammen mit ihr bis zu ihrem Tod 1915 unter dem bisherigen Firmennamen W. Boppel, Gmünd weiter. Von Anfang an bildete Alfred Boppel – wie sein Vater – Lehrlinge aus. Sein erster Lehrling war der spätere erfolgreiche Gmünder Fotograf Franz Schweizer.
Die Lage in Gmünd war für Fotografen zu diesem Zeitpunkt schwierig. Zu den Geschäften von Carl Jäger und Stefan Krill kam 1897 noch das von Jean van Daalen hinzu. Obwohl Alfred Boppel, ähnlich wie sein Vater, ein guter Porträtfotograf war, waren er und seine Mutter gezwungen, das Textilgeschäft, das ihr Großvater und Vater Johann Franz neben seiner Glaserei im Hauptgebäude direkt an der Bocksgasse 777 gründete, weiterzuführen, und gerade dieses Textilgeschäft war für sie die Haupteinnahmequelle.
Boppel war den technischen Neuerungen gegenüber aufgeschlossen, und schon zu Ende des Jahrhunderts ließ er das Atelier mit elektrischer Beleuchtung ausstatten, die bei ungünstiger Witterung verwendet wurde. Die Lichtdrucktechnik beherrschte er auch und verwendete sie bei der Produktion von Postkarten. Da nur wenige seiner Postkarten erhalten blieben, muss angenommen werden, dass seine Lichtdruckerzeugnisse nur geringen Anteil an seinem Geschäftserfolg hatten.
Im Februar 1909 heiratete Alfred Boppel Maria Josefine Schmid (1878–1963). Da sein Vater nie das Bürgerrecht in Gmünd erworben hatte, wurde auch für ihn bei der standesamtlichen Beurkundung der Eheschließung die badische Staatsangehörigkeit eingetragen.
Die schwierige Lage der Fotografen in Schwäbisch Gmünd setzte sich im 20. Jahrhundert fort. Boppel war gezwungen, nebenher einen Hausierhandel mit „Weis- und Kurzwaaren“ zu betreiben. Ob er dabei wie die frühen Wanderfotografen auch Aufnahmen anbot, ist nicht bekannt.
Erst 1915 ging das Atelier endgültig in seinen Besitz über, und erst zu diesem Zeitpunkt fing Boppel an, die Fotos mit eigenem Namen zu signieren. Bemerkenswert ist, dass die Firma Alfred Boppel bereits im Gründungsjahr Mitglied im „Süddeutschen Photographenverein“ wurde.
Alfred Boppel nützte das gleiche Atelier bis ins hohe Alter. Er hatte zwar mehrere Kinder, doch keines von ihnen ist Fotograf geworden. So trat er das Atelier 1950, verhältnismäßig kurz vor seinem Tod im Alter von 79 Jahren, an die Fotografin Hildegard Faerber ab.
Der fotografische Nachlass von Alfred Boppel ist (ähnlich wie im Fall seines Vaters) – gemessen an dem langen Zeitraum seiner Tätigkeit – erstaunlich dürftig. Es ist anzunehmen, dass das vorhandene Negativmaterial bei der Auflösung des Geschäftes in seinem Wert unterschätzt und entsorgt wurde. Nur ein geringer Rest unbezeichneter Glasnegative wurde dem Stadtarchiv Schwäbisch Gmünd überlassen. Gelegentlich lassen sich seine Fotos im Internet finden, insbesondere auf ebay.
Der Grabstein Alfred Boppels, seiner Frau, drei seiner Kinder und einer Schwiegertochter befindet sich noch heute auf dem Leonhardsfriedhof in Schwäbisch Gmünd.